# Boğazköy (Şemdinli)
Boğazköy ist ein Dorf im Landkreis Şemdinli der türkischen Provinz Hakkâri. Boğazköy liegt etwa 138 km südöstlich der Provinzhauptstadt Hakkâri und 22 km südwestlich von Şemdinli. Boğazköy hatte laut der letzten Volkszählung 903 Einwohner (Stand Ende Dezember 2010).
Die Bevölkerung besteht hauptsächlich aus Türken, daneben finden sich noch einige aus den umliegenden Dörfern zugezogene Kurden. Boğazköy, Beyyurdu, Uğuraçan und Yaylapınar sind die einzigen von Türken besiedelten Dörfer in der Provinz Hakkâri. Der frühere Name des Dorfes lautete Mezre (von türkisch mezra für Weiler).